# الإمبراطورية الرومانية المقدسة
الإمبراطورية الرومانية المقدسة للأمة الجرمانية (بالألمانية: Heiliges Römisches Reich Deutscher Nation، باللاتينية: Imperium Romanum Sacrum Nationis germanicae) تكتل سياسي قروسطي بأراضي أوروبا الوسطى والغربية وُلد خلال العصور الوسطى المبكرة وتم حله رسمياً سنة 1806. تاريخ بداية الإمبرطورية هو سنة 962 حين توج البابا يوحنا الثاني عشر أوتو الأول العظيم إمبراطوراً لكيان شمل ألمانيا وإيطاليا (بورغونيا لاحقاً) التي ورثت الجزء الأكبر من الإمبراطورية الكارولنجية، لكن ما يميزها أنها لم تعد تشمل «فرنسا الغربية»، أي تقريباً فرنسا الحالية. وصلت الإمبراطورية الرومانية المقدسة للأمة الجرمانية إلى ذروة قوتها خلال العصور الوسطى المتأخرة، وشكلت مع البابوية الكاثوليكية واحدة من القوتين العالميتين.
استخدم لفظ الإمبراطورية الرومانية في عام 1034 للدلالة على الأراضي التي تحت حكم كونراد الثاني، والإمبراطورية المقدسة في سنة 1157. بدأ استخدام مصطلح إمبراطور الروماني للإشارة إلى ملوك شمال أوروبا في وقت مبكر مع أوتو الثاني (إمبراطور بين عامي 973 - 983).
استخدم الأباطرة من شارلمان - المتوفى سنة 814 - حتى أوتو الأول العظيم (إمبراطور بين عامي 962 - 973) ببساطة لقب الإمبراطور أغسطس للإمبرطورية الكارولينجية.
قـُـدم مصطلح الإمبراطورية الرومانية المقدسة للأمة الجرمانية في سنة 1254، وظهر التعبير الكامل "Sacrum Romanum Imperium Nationis Germanicae" (بالألمانية Heiliges Römisches Reich Deutscher Nation) في نهاية القرن الخامس عشر حين فقدت المملكة الكثير من نفوذها في إيطاليا، رغم بقاءها مرتبطة بها حتى النهاية ببعض الكيانات الإقليمية الإيطالية المتكاملة فيها: «مقدس» و«الروماني» مصطلحان استخدما في روح محاكاة للإمبراطورية البيزنطية ؛ كما شدد على مقطع «للأمة الألمانية» من سنة 962 وما بعدها، كان جوهر هذه المؤسسة في الأصل في شعوب القومية الجرمانية، المشكلين للفرنجة الشرقيين بعد التقسيم الكارولينجي.
كان لقب الإمبراطور انتخابياً أساساً، وفقاً للتقاليد «الفيدرالية» لدوقيات ألمانيا الرئيسية الأربعة (ساكسونيا، فرنكونيا، بافاريا وألامانيا) المتمايزة كل منها بقاعدتها العرقية المختلفة. كان الناخبون من علية نبلاء مملكة ألمانيا، الذين كانوا يتنازعون على التاج. كان لقب الإمبراطوري يعتبر من ناحية في جميع أنحاء أوروبا الغربية المنصب الأعلى ومبدءاً لا جدال فيه، وغالبا ما يشهد على ذلك عملياً عدم وجود بودستا أساسي للأباطرة، وتحولوا رسمياً إلى صورة رمزية عاجزين عن التعبير عن رغبتهم في المملكة.
حاولت بعض العائلات الكبرى الاستحواذ على التاج الإمبراطوري الوراثي مثل السلالة الأوتونية، لكن أسرة هابسبورغ حسمت الأمر لصالحها منذ نهاية العصور الوسطى محتفظة باللقب حتى سنة 1806، وإن لم تلغ أبداً صلاحية الأمراء الناخبين ومكانتهم. فبوفاة كل إمبراطور كانوا يجتمعون لينتخبوا خلفاً له.
لم تحظ الإمبراطورية في تاريخها بنفس المستوى من التوحيد السياسي الذي تشكل في الغرب، كما في مملكة فرنسا المركزية نسبيا على سبيل المثال، وتميزت بدلا من ذلك باللامركزية، إذ كانت ملكية انتخابية محدودة تتألف من مئات الوحدات الفرعية: ممالك، إمارات، دوقيات، مقاطعات، إمارات أسقفية، ومدن إمبراطورية حرة، وفي بعض الأحيان تمتع بعض الأفراد بالإمبريالية الفورية، مثل فرسان الإمبراطورية. كانت سلطة الإمبراطور محدودة، وبينما كان مختلف الأمراء واللوردات والأساقفة والمدن في الإمبراطورية تابعين يدينون للإمبراطور بالولاء، فقد امتلكوا أيضًا نطاقًا من الامتيازات التي منحتهم استقلالًا فعليًا داخل أراضيهم. قام الإمبراطور فرانتس الثاني بحل الإمبراطورية في 6 أغسطس 1806 بعد إنشاء اتحاد الراين من قبل الإمبراطور نابليون بونابرت في الشهر السابق.

## الاسم
اعتبرت الكنيسة الرومانية الكاثوليكية أن الإمبراطورية هي الخليفة القانونية الوحيدة للإمبراطورية الرومانية خلال العصور الوسطى وأوائل الفترة الحديثة. وأصبحت المملكة منذ شارلمان تعرف باسم الإمبراطورية الرومانية. وبدأ استخدام مصطلح «ساكروم» (المقدسة) فيما يتعلق بالإمبراطورية الرومانية في العصور الوسطى، تحديدًا منذ عام 1157 تحت حكم فريدرش الأول بربروسا. (الإمبراطورية المقدسة): أضيف هذا المصطلح ليعكس طموح فريدرش بالسيطرة على إيطاليا والبابوية. وبدأ تداول مصطلح «الإمبراطورية الرومانية المقدسة» منذ عام 1254 فصاعدًا.
في مرسوم البرلمان الإمبراطوري لكولونيا عام 1512، جرى تغيير الاسم إلى الإمبراطورية الرومانية المقدسة للأمة الجرمانية (بالألمانية: Heiliges Römisches Reich Deutscher Nation، باللاتينية: Sacrum Imperium Romanum Nationis Germanicæ)، وهو شكل استُخدم لأول مرة في وثيقة عام 1474. واعتمد اللقب الجديد جزئيًا لأن الإمبراطورية فقدت معظم أراضيها في إيطاليا وبرغوني إلى الجنوب والغرب بحلول أواخر القرن الخامس عشر، وأيضًا للتأكيد على الأهمية الجديدة للدول الإمبراطورية الجرمانية في حكم الإمبراطورية بسبب الإصلاح الإمبراطوري.
بحلول نهاية القرن الثامن عشر، لم يعد مصطلح «الإمبراطورية الرومانية المقدسة للأمة الجرمانية» مستخدمًا بشكل رسمي. وخلافًا لوجهة النظر التقليدية المتعلقة بهذا التصنيف، جادل هيرمان فيزرت في دراسة عن لقب الإمبراطورية أنه على الرغم من ادعاءات العديد من الكتب المدرسية، فإن اسم «الإمبراطورية الرومانية المقدسة للأمة الجرمانية» لم يكن رسميًا قط، وأشار إلى أن احتمال حذف اللاحقة الوطنية يزيد بمقدار ثلاثين ضعفًا عن احتمال تضمينها.
في تقييم مشهور للاسم، علق الفيلسوف السياسي فولتير ساخرًا: «هذا الجسد الذي كان يُطلق عليه ولا يزال يُطلق على نفسه اسم الإمبراطورية الرومانية المقدسة لم يكن بأي حال من الأحوال مقدسًا، ولا رومانيًا، ولا إمبراطورية».
في العصر الحديث، غالبًا ما كانت تسمى الإمبراطورية بشكل غير رسمي بالقيصرية الألمانية (Deutsches Reich) أو الإمبراطورية الرومانية الألمانية (Römisch-Deutsches Reich). وبعد تفككها حتى نهاية القيصرية الألمانية، كانت تسمى غالبًا «الإمبراطورية القديمة» (das alte Reich). واعتبارًا من عام 1923، حدد القوميون الألمان والدعاية النازية في أوائل القرن العشرين الإمبراطورية الرومانية المقدسة على أنها الرايخ الأول (Reich بمعنى الإمبراطورية)، والإمبراطورية الألمانية باعتبارها الرايخ «الثاني» والدولة القومية الألمانية المستقبلية باسم الرايخ «الثالث».

## التاريخ

### أوائل العصور الوسطى

#### الفترة الكارولنجية
مع تراجع القوة الرومانية في بلاد الغال خلال القرن الخامس، تولت القبائل الجرمانية المحلية السيطرة. وفي أواخر القرن الخامس وأوائل القرن السادس، وحد الميروفنجيون، تحت حكم كلوفيس الأول وخلفائه، قبائل الفرنجة وبسطوا هيمنتهم على الآخرين للسيطرة على شمال بلاد الغال ومنطقة وادي نهر الراين الأوسط. وبحلول منتصف القرن الثامن، تحول الميروفنجيون إلى رؤساء صوريين، وأصبح الكارولينجيون، بقيادة شارل مارتيل، الحكام الفعليين. وفي عام 751، أصبح بيبان ابن مارتيل ملكًا للفرنجة، وبعد ذلك حصل على موافقة البابا. وقد حافظ الكارولينجيون على تحالف وثيق مع البابوية. 
في عام 768، أصبح شارلمان ابن بيبان ملك الفرنجة وبدأ توسعًا شاسعًا في المملكة. وفي النهاية دمج أراضي فرنسا وألمانيا وشمال إيطاليا والبلدان المنخفضة وما وراءها، وربط مملكة الفرنجة بالأراضي البابوية.
على الرغم من أن العداء حول كلفة الهيمنة البيزنطية استمر لفترة طويلة داخل إيطاليا، إلا أن الانقسام السياسي بدأ بشكل جدي في عام 726 بسبب حرب الأيقونات للإمبراطور ليو الثالث الإيساوري، في ما رآه البابا غريغوري الثاني على أنه الأحدث في سلسلة من البدع الإمبراطورية . وفي عام 797، عُزل الإمبراطور الروماني الشرقي قسطنطين السادس من العرش من قبل والدته إيرين التي أعلنت نفسها إمبراطورة. ونظرًا إلى أن الكنيسة اللاتينية أصرت على أن الإمبراطور الروماني ذكراً على رأس العالم المسيحي، فقد سعى البابا ليو الثالث إلى الحصول على مرشح جديد للمنصب، دون التشاور مع بطريرك القسطنطينية.
وجعلت خدمة شارلمان الجيدة للكنيسة ودفاعه عن ممتلكات البابوية ضد اللومبارديين المرشح المثالي. وفي يوم عيد الميلاد عام 800، توج البابا ليو الثالث شارلمان إمبراطورًا، واستعيد اللقب في الغرب لأول مرة منذ أكثر من ثلاثة قرون. ويمكن أن يُنظر إلى هذا على أنه رمز للبابوية للابتعاد عن الإمبراطورية البيزنطية المتدهورة نحو القوة الجديدة لمملكة الفرنجة الكارولنجية. وتبنى شارلمان الصيغة Renovatio imperii Romanorum («تجديد الإمبراطورية الرومانية»). وفي عام 802، أطاح نقفور الأول بإيرين ونفاها، ومنذ ذلك الوقت أصبح هناك إمبراطوران رومانيان.
بعد وفاة شارلمان عام 814، انتقل التاج الإمبراطوري إلى ابنه لويس الورع. وعند وفاة لويس في عام 840، انتقل الحكم إلى ابنه لوثر، الذي كان شريكه في الحكم. وعند هذه النقطة، قُسمت أراضي شارلمان إلى عدة أقاليم، وعلى مدار القرن التاسع اللاحق، تنازع الحكام الكارولينجيون في مملكة الفرنجة الشرقية ومملكة الفرنجة الغربية على لقب الإمبراطور، أولًا الملك الغربي (شارل الأصلع) ثم الشرقي (شارل البدين)، الذي أعاد توحيد الإمبراطورية لفترة وجيزة.
بعد وفاة شارل البدين في عام 888، انهارت الإمبراطورية الكارولنجية، ولم تعد للوجود. وفقًا لريغينو من بروم، فإن أجزاء المملكة «تناثرت إلى ممالك صغيرة»، وانتخب كل جزء ملكًا «من جوفه». وبعد وفاة شارل البدين، سيطر الأباطرة الذين توجهم البابا على أراضي إيطاليا فقط، وكان آخر هؤلاء الأباطرة برنغار الأول ملك إيطاليا، الذي توفي عام 924.

#### تشكيل الإمبراطورية الرومانية المقدسة
نحو عام 900 ظهرت دوقيات قبلية مستقلة (فرنكونيا، وبافاريا، وشوابيا، وساكسونيا، ولوثارينجيا) في مملكة الفرنجة الشرقية. وبعد وفاة الملك الكارولنجي لودفيغ الطفل دون الإعلان في 911، لم تلجأ مملكة الفرنجة الشرقية إلى الحاكم الكارولنجي لمملكة الفرنجة الغربية لتولي المملكة، ولكن بدلًا من ذلك انتُخب أحد الدوقات، كونراد دوق فرنكونيا، بصفته ريكس فرانكوروم أورينتالوم Rex Francorum Orientalium. وعلى فراش الموت، تنازل كونراد عن التاج لمنافسه الرئيسي، هاينريش الصياد دوق ساكسونيا (حكم من عام 919 حتى عام 936)، الذي انتخب ملكًا في البرلمان الإمبراطوري في فريتسلار عام 919. وتوصل هاينريش إلى هدنة مع الغارة المجريين، وفي عام 933 حقق أول انتصار ضدهم في معركة ريادي.
توفي هاينريش في عام 936، لكن نسله سلالة الليودولفينية (أو الأوتونية)، استمروا بحكم المملكة الشرقية لمدة قرن تقريبًا. وعند وفاة هاينريش الصياد، انتُخب ابنه أوتو ملكًا في آخن عام 936. وتغلب على سلسلة من الثورات على شقيقه الأصغر والعديد من الدوقات. بعد ذلك تمكن الملك من التحكم في تعيين الدوقات وغالبًا ما عين الأساقفة في الشؤون الإدارية. 
في عام 951 جاء أوتو لمساعدة أديلايد الملكة الأرملة لإيطاليا، وهزم أعدائها، وتزوجها، وسيطر على إيطاليا. وفي عام 955، حقق أوتو نصرًا حاسمًا على المجريين في معركة ليشفيلد، وفي عام 962 توج أوتو إمبراطورًا من قبل البابا يوحنا الثاني عشر، وبذلك تداخلت شؤون المملكة الألمانية مع شؤون إيطاليا والبابوية. وجعل تتويج أوتو كإمبراطور من الملوك الألمان خلفاء لإمبراطورية شارلمان، والتي من خلال مفهوم انتقال الحكم Translatio imperii، جعلتهم يعتبرون أنفسهم خلفاء لروما القديمة.

## الفرق بين الإمبراطورية الكارولنجية والإمبراطورية الرومانية المقدسة
الإمبراطورية الكارولنجية ذات صلة وثيقة بصورة مؤسسها شارلمان وذريته الكارولنجيين وفتوحاته وعلاقته الخاصة مع البابوية.
و لئن ظهرت الإمبراطورية الرومانية الجرمانية (الإمبراطورية الرومانية المقدسة) منذ الفترة الكارولنجية، فإن فشلها في استيعاب مملكة فرنسا الأساسية حال دون أن تكون وريثاً، إن لم تكن على نفس قدر التاج الفرنسي.
و لكن اللقب الإمبراطوري ظل مستمراً بمعنى معين، ولذلك في حساب الأباطرة يـُرَاد في بعض الأحيان أن يبدأ من شارلمان.

## إمبراطورية «رومانية»؟
من الناحية القانونية لم يبق من الإمبراطورية الرومانية التي أسسها الإمبراطور أوغسطس سنة 27 ق.م وقسـّمها ثيودوسيوس الأول إلى جزئين (395) سوى جزءها الشرقي الذي ورث مكانة الجزء الغربي بعد خلع آخر أباطرته رومولوس أوغوستولوس (476) مستعيداً وحدة الدولة رسمياً. اعتبر سكان الإمبراطورية الشرقية أنفسهم روماناً، وسموا دولتهم بمملكة الرومان.
كان تتويج البابا ليو الثالث لشارلمان إمبراطوراً سنة 800 عملاً يفتقر لصورة شرعية من الناحية القانونية: وحده إمبراطور الروم الشرقي هو من يتوج أي أحد يناظره في الغرب، لذلك نظرت القسطنطينية بفوقية وبعين الشك لذلك الفعل.
وبالرغم من ذلك، فإن التتويج البابوي له ما يبرره من الناحية الرسمية لسببين:
1- حـُكم امرأة آنذاك للإمبراطورية البيزنطية وهي إيرين، هو أمر باطل بعيون الغربيين، ما خلق فراغاً في السلطة فاتحاً الطريق أمام انقلابات محتملة (وفي الواقع لم يكن ممكناً للإمبراطورية البيزنطية آنذاك التدخل المباشر في أوروبا الغربية بأي حال).
2- قضية أن البابا أعلن نفسه الوريث المباشر للإمبراطورية الرومانية مـُدعياً السلطة المؤقتة بفضل وثيقة تبرع القسطنطينية (مزورة)، التي يمنح قسطنطين الأول بموجبها مـُـلك مدينة روما وما تاخمها للبابا سيلفستر الأول؛ اعتـُرف بتزوير الوثيقة في القرن الخامس عشر عبر الدراسة الفيلولوجية، ويبدو أنها كـُتبت في القرن الثامن حين توجب على البابا المهدد بزحف اللومبارديين فرض سلطته. في تلك المناسبة قام بتتويج مماثل غير شرعي رسمياً كسابقه، متوجاً بيبين القصير ملك الفرنجة، كشكر له على المعونة التي قدمها في الصراع مع اللومبارديين.
حاول الأباطرة الرومان-الألمان بشتى الطرق الحصول على قبول من البيزنطيين كنظراء لهم: عبر العلاقات الدبلوماسية أو سياسية أو الزواج أو بالتهديد. ولكنهم لم يحصلوا على النتائج المرجوة في كل مرة، لأن القسطنطينية كانت تدعوهم دائماً ب«ملوك الألمان» ولم تدعهم أبداً ب«الأباطرة».
و لئن كانت دعواهم بالتصرف كورثة للرومان مشكوك فيها قانونياً إلا أنها حققت بعض النجاحات التي لا تنكر، مثل استعادة القانون الروماني منذ منتصف القرن الثاني عشر، والذي عاد إلى الغرب من خلال أنشطة الجامعات ليحل محل كل أو معظم القوانين الجرمانية السارية منذ زمن الغزوات البربرية ومحل تلك القوانين الكنسية التي نشرتها المؤسسات الكنسية.
وهكذا، رغم البداية التي يحجبها سوء الفهم والأعمال المفروضة قانوناً، صارت الإمبراطورية الرومانية المقدسة إحدى أحجار الزاوية في المجتمع الأوروبي، وأثرت عميقاً بالأحداث عبر القرون.

## المؤسسات

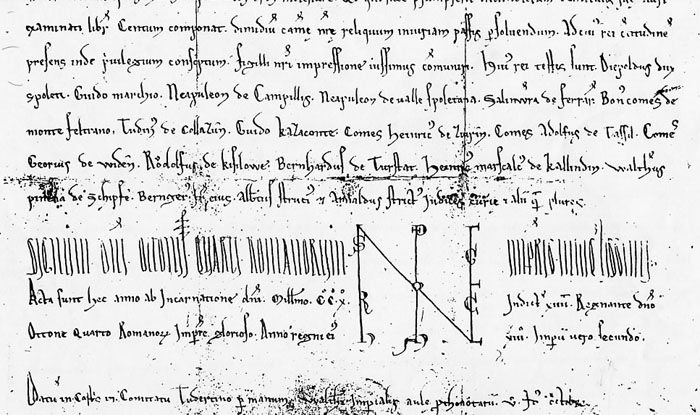
الجزء الأخير من وثيقة عامة صادرة عن أوتو الرابع في 1210

تميزت الإمبراطورية منذ العصور الوسطى المبكرة بالصراع من أجل إبقاء الدوقات المحليين بعيداً عن السلطة، لم تتمكن الإمبراطورية أبداً من أن تـُـحكم السيطرة على الأرض التي تملكها رسمياً، خلافا لملوك الأراضي الإفرنجية الغربية والتي ستصبح فرنسا فيما بعد.
بينما كانت الإمبراطورية مضطرة منذ البداية لمنح مزيد من السلطات للدوقات المحليين على أراضيهم. وقد بدأت هذه العملية في القرن الثاني عشر وانتهت تقريباً مع صلح وستفاليا سنة 1648. فشلت عدة محاولات لاستعادة العظمة الإمبراطورية الأصلية.
رسمياً كانت الإمبراطورية مستوعبة بين حاجة ملك ألمانيا لأن يتوج من قبل البابا (حتى عام 1508) من جهة والسمو الإمبراطوري (Reichsstände) من جهة أخرى.
الملك الألماني. شـَكـّـل تتويج شارلمان إمبراطوراً على يد البابا في عام 800 مثالاً سار عليه الملوك اللاحقين: كانت هذه البادرة نتيجة لدفاع شارلمان عن البابا ضد تمرد سكان روما. ونشأ من هذا المشهد مفهوم أن الإمبراطورية هي المدافع عن الكنيسة.
و أن يصبح أحدهم إمبراطوراً يعني ضمناً أنه صار ملكاً ألمانياً. انتخب الملوك الألمان منذ زمن بعيد: في القرن التاسع من قـِـبل رؤساء أكبر خمس قبائل (الفرنجة والساكسون والبايوفاريين والسويبيين والثورنغيين) وفي وقت لاحق من قـِـبل الدوقات الرئيسيين الكنسيين منهم والعلمانيين ؛ وأخيراً فقط عبر من أطلق عليهم اسم أمراء الناخبون. أُقر هذا الاجتماع رسمياً بموجب مرسوم الذهبي الصادر في 1356 من رايشتاغ نورنبيرغ برئاسة الإمبراطور كارل الرابع. في البداية الناخبون كانوا سبعة وتغير هذا العدد على مر القرون.
حتى عام 1508، كان الملك المنتخب حديثاً يقصد روما ليتوّجه البابا إمبراطوراً. وهذا الأمر في كثير من الحالات يستغرق سنوات عديدة لو أن الملك كان مشغولاً بأمور أخرى كقيادة الحروب.
لم يكن ممكناً بداً للإمبراطور أن يستأثر بحكم الإمبراطورية. فقد كانت سلطته محددة فعلياً بجهاز الإمبراطورية التشريعي وهو الرايشتاغ. وكان هذا تجمعاً معقداً يلتئم على فترات غير منتظمة وفي أماكن مختلفة بناءً على طلب من الإمبراطور. فقط بعد سنة 1663 أصبح الرايشتاغ تجمعاً دائماً.
السمو الإمبراطوري. كيان كان يعتبر رتبة إمبراطورية، إن وفقاً للعادات الإقطاعية فليس هناك سلطة أعلى منها غير الإمبراطور نفسه. فقط هؤلاء من كانوا يجلسون في الرايشتاغ، وكانوا مع اختلافات كبيرة عبر القرون:
- الأقاليم التي يحكمها أمير أو دوق أو حتى من ملك كما في بعض الحالات (مثل بروسيا فيما بعد).
- الأقاليم الكنسية التي يحكمها أسقف أو أسقف كونت.
- الفرسان الإمبراطوريون.
- المدن الإمبراطورية الحرة.

عدد الأقاليم كبير بصورة مذهلة، حيث بلغ عدة مئات في زمن صلح وستفاليا. من ضمنها العديد لم تزد مساحته عن بضعة أميال مربعة. لذلك وصف العديدون الإمبراطورية بأنها كالفسيفساء. للحصول على قائمة (باللغة الإنكليزية) تدل على ما كان عليه في الرايشتاغ سنة 1792، فإنه يمكن الإشارة إلى: قائمة المشاركين في الرايشتاغ سنة 1792.
المحاكم الإمبراطورية. كان للإمبراطورية أيضاً محكمتان اثنتان: رايشهوفرات (Reichshofrat) في فيينا وقاعة المحكمة الإمبراطورية (Reichskammergericht) التي تأسست بإصلاح الإمبراطورية سنة 1495.

## التاريخ

### من الفرنجة الشرقيين حتى صراع التعيينات

النسر الإمبراطوري

تغيير أراضي الإمبراطورية الرومانية المقدسة

يعتبر عام 962 التقدير الأقصى لسنة تأسيس الإمبراطورية على يد أوتو الأول العظيم.
إلا أن البعض يفضل ربط بداية الإمبراطورية الرومانية المقدسة بتتويج شارلمان إمبراطوراً للرومان في سنة 800، وكان الباقون يسمون شارلمان نفسه ملك الفرنجة. كما أن اللقب يوضح أن الإمبراطورية الكارولنجية كانت تغطي مساحة تشمل فرنسا وألمانيا الحاليتين، إذا كانت على قاعدة تشكيل كلا البلدين.
يرى غالبية المؤرخين أن قيام الإمبراطورية هي العملية التي بدأت بتقسيم الإمبراطورية الكارولنجية بموجب معاهدة فيردان سنة 843، مع استمرار سلالة الكارولنجيين بطريقة مستقلة في الأجزاء الثلاثة. كان الجزء الأكثر شرقية من نصيب لودفيش الجرماني وقد خلفهُ الكثير حتى وفاة لودفيغ الرابع الملقب ب«الطفل» آخر كارولنجي الجزء الشرقي.
انتخب دوقات ألامانيا وبافاريا وفرنكونيا وساكسونيا كونراد الأول الإمبراطور الروماني المقدس للفرنجة، وهو غير كارولنجي زعيماً لهم في سنة 911. رضي خلفه هاينريش الأول (919 - 936) الساكسوني بإمبراطورية شرقية منفصلة عن تلك الغربية الإفرنجية (واستمر يحكمها الكارولنجيون) في سنة 921 مطلقاً على نفسه لقب ملك الفرنجة الشرقيين (rex Francorum orientalium).
عين هاينريش ابنه أوتو خلفاً لهُ والذي كان قد انتخب ملكاً بآخن سنة 936، ثم توج إمبراطوراً في سنة 962 باسم أوتو الأول (عرف بلقب العظيم فيما بعد) وقد قام بخطوة مهمة نحو الإمبراطورية (وليس نحو مملكة الفرنجة الشرقية المتبقية الأخرى من المملكة الإفرنجية) بمباركة من البابا. كان أوتو قد حقق الكثير قبل استلمه السلطة، حين انتصر على المجريين في معركة ليشفيلد سنة 955.
يـُشار إلى التتويج في الأدب المعاصر واللاحق كمرحلة انتقال للإمبراطورية. حيث كانت الأسطورية المستنبطة أن إمبراطوريةً واحدةً كانت ولا تزال قائمة. تعتبر أنها ابتدأت بالإسكندر الأكبر ومرت بالروم ثم من الفرنجة آلت أخيراً إلى الإمبراطورية الرومانية المقدسة (وهذا ما يـُفسر تسميتها بالرومانية). واعتـُـبــِـر الأباطرة الألمان الخلفاء المباشرين للأباطرة الرومان، ولهذا السبب أعطوا في البداية لقب أوغوسطوس. وفي البداية لم يسـَمـَى الأباطرة بعد بال«رومان»، ولعل ذلك تحاشياً للصراع مع الإمبراطور الروماني الذي ما زال موجوداً في القسطنطينية. وأصبح مصطلح الإمبراطور الروماني (Imperator Romanorum) شائعاً فقط بعد عهد كونراد الثاني.
في ذلك الزمن، لم تكن المملكة الأكثر شرقية «ألمانية» بقدر ما كانت كونفدرالية للقبائل الجرمانية القديمة من البايوفاريون والسويبي-ألامانيون والفرنكونيون وساكسون. وربما بقيت الإمبراطورية على قيد الحياة كاتحاد سياسي وحيد فقط بفضل قوة شخصية ونفوذ هاينريش الساكسوني وابنه أوتو. مع ذلك وإن كانوا قد انتخبو رسمياً من قبل رؤساء القبائل الجرمانية، فإنهم في الواقع كانوا قادرين على أن يعينوا من يخلفهم.
تغير هذا بعد وفاة هاينريش الثاني دون أبناء في سنة 1024، وانتخب كونراد الثاني أول السلالة الساليانية ملكاً في العام نفسه بعد بضع جلسات فقط. يبدو أن اختيار الملك كان مزيجاً معقداً من النفوذ الشخصي والصراعات القبلية والميراث والتزكية من قبل الزعماء المدعوون لتشكيل اجتماع الناخبين الكبار.

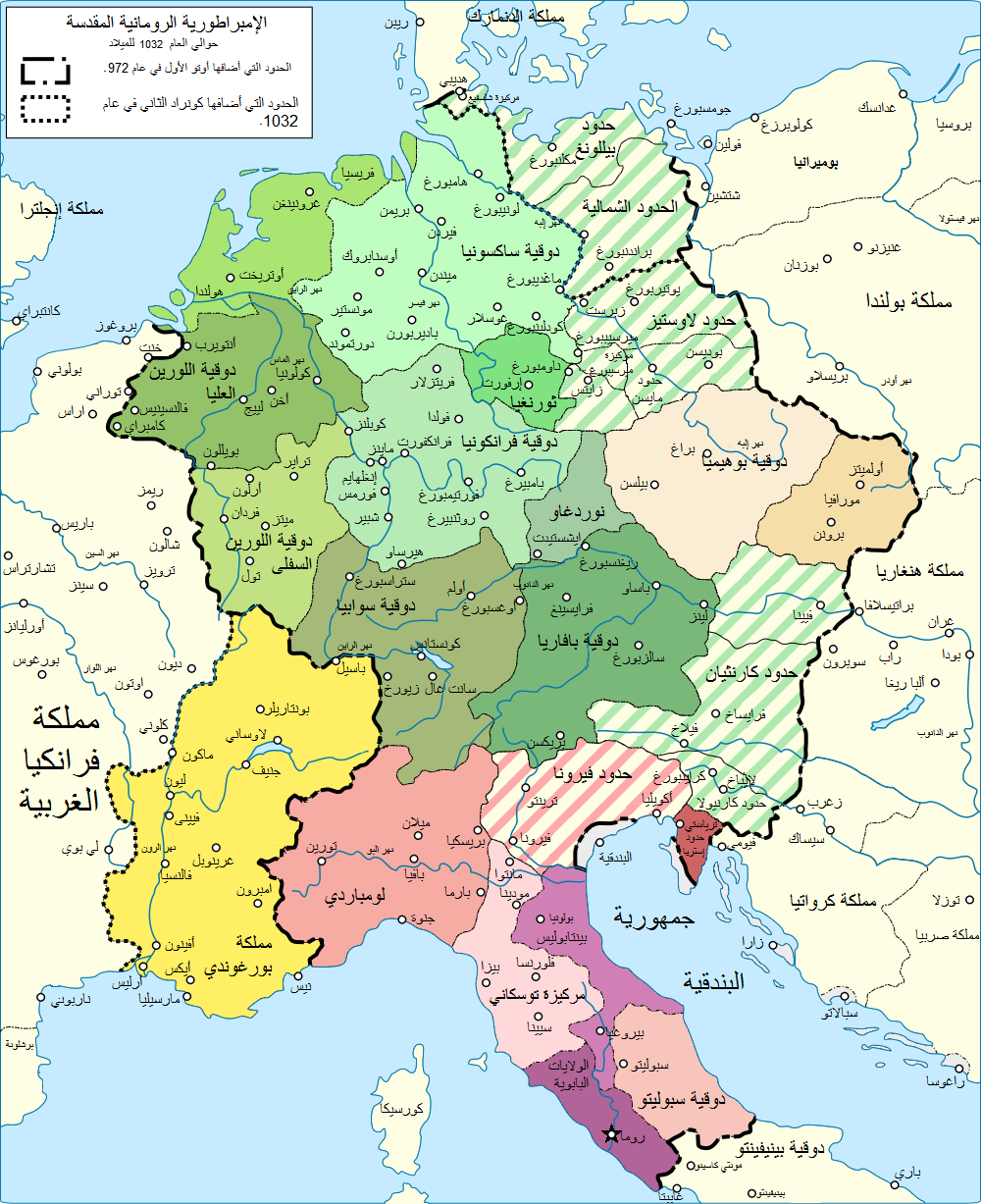
الإمبراطورية الرومانية المقدسة في عام 1032 تحت حكم كونراد الثاني.

توضحت بالفعل في ذلك الوقت الثنائية بين الأقاليم، تلك التي للقبائل القديمة المتأصلة في أراضي الفرنجة، والملك الإمبراطور. فضل كل ملك قضاء معظم وقته في أراضيه. هذه الممارسة لم تتغير إلا عهد أوتو الثالث الملك في سنة 983 والإمبراطور بين عامي 996 و1002، والذي بدأ في استخدام المقار الأسقفية المنتشرة بالإمبراطورية كمقار مؤقتة للحكومة. يبدو أن حتى خلفائه هاينريش الثاني، كونراد الثاني وهاينريش الثالث قد تمكنوا من ربط الدوقات بالأراضي. لذا لم يكن مصادفة أن تتغيير المصطلحات آنذاك وتظهر إرهاصات مصطلح المملكة التوتونية (Regnum Teutonicum).
تلاشى مجد الإمبراطورية تقريباً في صراع التعيينات، الذي حرم خلاله البابا غريغوريوس السابع الملك هاينريش الرابع كنسياً (الملك سنة 1056 والإمبراطور بين عامي 1084 و1106). وعلى الرغم من إزالة الحرمان بعد رحلته إلى كانوسا سنة 1077 إلا أن ذلك كانت له انعكاسات بعيدة المدى. في ذات الوقت انتخب الدوقات الألمان رودولف شوابيا ملكاً آخر، وتمكن هاينريش الرابع من هزيمته في سنة 1080 بعد ثلاث سنوات من الحرب. لقد تضررت الجذور الأسطورية للإمبراطورية إلى الأبد بإذلال الملك الألماني. والأهم من ذلك أن الكنيسة صارت لاعباً مستقلاً على ساحة الإمبراطورية.

### الإمبراطورية الرومانية في ظل آل هوهنشتاوفن

علم الإمبراطورية الرومانية المقدسة من 1200 حتى 1350

صعد أول أباطرة سلالة هوهنشتاوفن (كانوا دوقات شوابيا) كونراد الثالث العرش سنة 1138، بالفترة التي شهدت استعادة مجد الإميراطورية في ظل ظروف اتفاق فورمس الجديدة. كان فريدرش الأول بربروسا ثاني سلالة هوهنشتاوفن (ملكاً في سنة 1152 وإمبراطوراً من عام 1155 حتى 1190) أول من دعا الإمبراطورية ب«المقدسة» ولطالما وجه التشريع بهذا المنحى.
كما عادت فكرة «الرومانية» لتتنامى في عهد فريدرش الأول، في محاولة على ما يبدو لتبرير السلطة الإمبراطورية المستقلة عن البابا. برر اجتماع إمبراطوري في رونكاليا سنة 1158 صراحة القوانين الإمبراطورية من خلال رأي (quattuor doctores) للهيئة جامعة بولونيا القانونية الجديدة التي استخدمت عبارات مثل: الأمير لا يخضع لقانون (princeps legibus solutus) المؤخوذة من قانون (Corpus iuris civilis). إن ما وضعه المشرعون الرومان لنظام مختلف تماماً ولا يتوافق أبداً مع بنية الإمبراطورية كان يعتبر ثانوياً جداً، في هذه اللحظة حاول بلاط الإمبراطور التشريع لنفسه.
القوانين الإمبراطورية تم الإبلاغ لنا المصطلح العام الفخمة حتى صراع التعيينات، ولكن وردت لأول مرة في رونكاليا. وتشمل هذه القائمة والطرق العامة، والتعريفات، وإصدار عملة، وجمع الضرائب والعقابية تعيين واقالة المسؤولين. هذه الحقوق المتأصلة في ساعة صراحة القانون الروماني، مثل القانون الدستوري، وهذا النظام الآن مرتبطة القانون الإقطاعي، ولعل أبرزها تغيير الانسحاب من خصومات هاينريش الأسد في 1180، والتي أدت إلى الحرمان الكنسي. فردريك، وذلك لبعض الوقت، تحاول ربط على نحو أوثق مع الإمبراطور الدوقات الألمان المتمردين ككل.
كان إنشاء صلح جديد (سلام الأرض) في جميع أنحاء الإمبراطورية حدث دستوري هام آخر في بلدة رونكاليا، فلم يكن ذلك محاولة لإلغاء قوانين الأخذ بالثأر بين الدوقات المحليين فحسب، وإنما أيضاً لربط أتباع الإمبراطور بنظام قضائي ومكافح للجريمة وهو مفهوم لم يكن مقبولاً في كل أنحاء العالم آنذاك.

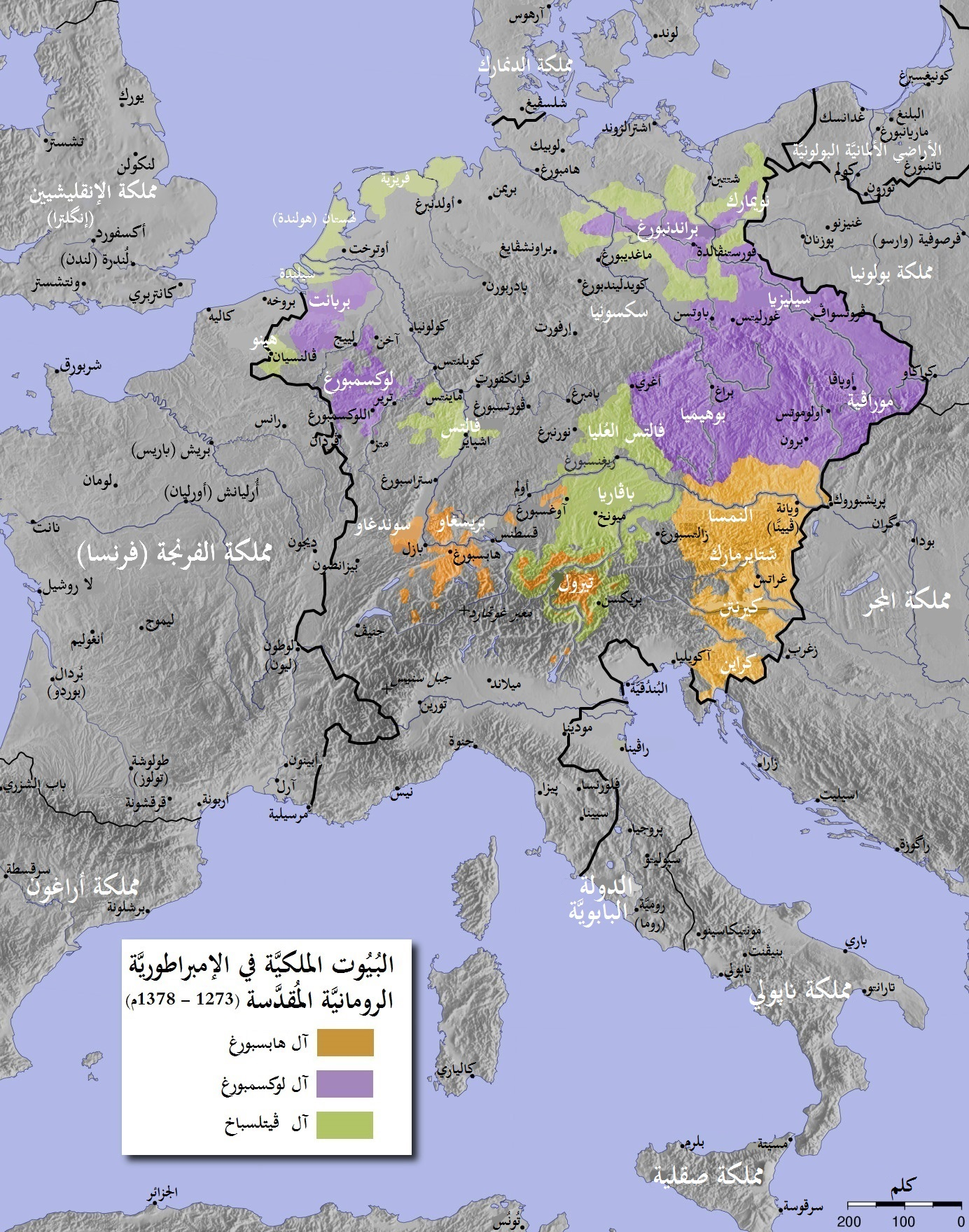
خريطة الإمبراطورية الرومانية المقدسة 1273-1378: بالبرتقالي أراضي آل هابسبورغ، بالبنفسجي أراضي آل لوكسمبورغ، بالأخضر أراضي آل فتلسباخ.

منذ ذلك الحين، بعد صراع التعيينات، الإمبراطور لم يعد يستطيع الاعتماد على الكنيسة على التمسك بالسلطة، وبشكل متزايد شتاوفن فريدرش الأراضي الممنوحة للمسؤولين عن أمله في أن يكون أكثر من المناورة المحلية الدوقات. في البداية استخدمت أساسا للحرب، هذه سوف تشكل الأساس لفئة من فرسان المستقبل، ودعم آخر للإمبريالية.
آخر المفهوم المبتكر للمرة كان الأساس المنهجي من المدن الجديدة، من جانب كل ذلك الجزء من الإمبراطور المحلية الدوقات. ويعزى ذلك في جزء منه إلى الانفجار من السكان، ولكن أيضا على ضرورة تركيز السلطة الاقتصادية في مواقع إستراتيجية، وحتى ذلك الحين المدن الوحيدة القائمة هي أساس الرومانية القديمة أو أقدم الأسقفية المواقع. من بين المدن التي تأسست في القرن الثاني عشر فرايبورغ إم برايسغاو، النموذج الاقتصادي لكثير من لاحقة، وميونخ.
اللاحقة للحكم هوهنشتاوفن، فريدرش الثاني، وكان في كثير من وسائل مختلفة من الذين سبقوهم. ولا يزال الطفل في البداية سادت صقلية، بينما في ألمانيا ابن فريدريك الأول بربروسا، فيليب دوق شوابيا وأوتو الرابع في منافسة معه على لقب ملك ألمانيا. بعد أن توج الإمبراطور، 1220، وخطر الصراع مع البابا ادعت سلطة روما؛ مذهلة حتى بالنسبة للكثيرين، في ظل القدس في الحملة السادسة الصليبية لعام 1228 في الوقت الذي كان لا يزال محروماً من قبل البابا.
بينما فريدرش الثاني في الشعبية الأسطورية للفكرة، في وقت واحد يجعل الخطوة الأولى في العملية التي أدت بعد ذلك إلى التفكك. على ناحية التركيز على إقامة دولة في صقلية حديثة للغاية في ذلك الزمن، الخدمات العامة والنظام المالي والنظام القضائي. وعلى الجانب الآخر فيديريكو
وكان الإمبراطور الذي يمنح القوى الكبرى إلى الألمانية الدوقات في «امتيازين» اثنين لم يكن ممكناً لسلطة المركزية التراجع عنهما. في 1220 فرديريك حد كبير الاساقفة نقل إلى عدد من الإمبراطورية الإنسان (الفخمة)، بما في ذلك إنشاء الرسوم والنعناع وقطع نقدية، وإقامة التحصينات. في 1232 توسعت كثيرا هذه الحقوق إلى الأقاليم الأخرى.
على الرغم من أن العديد من هذه الامتيازات التي كانت موجودة من قبل، على الأقل أنها لا تمنح بشكل عام ونهائي، للسماح للحفاظ الدوقات من أجل شمال من جبال الألب فريدريك حين يريد التركيز على وطنه، لإيطاليا. في وثيقة مؤرخة في 1232، لأول مرة، ودعا الألمان أصحاب الأرض، وتغيير كبير آخر.